# Parelvisser

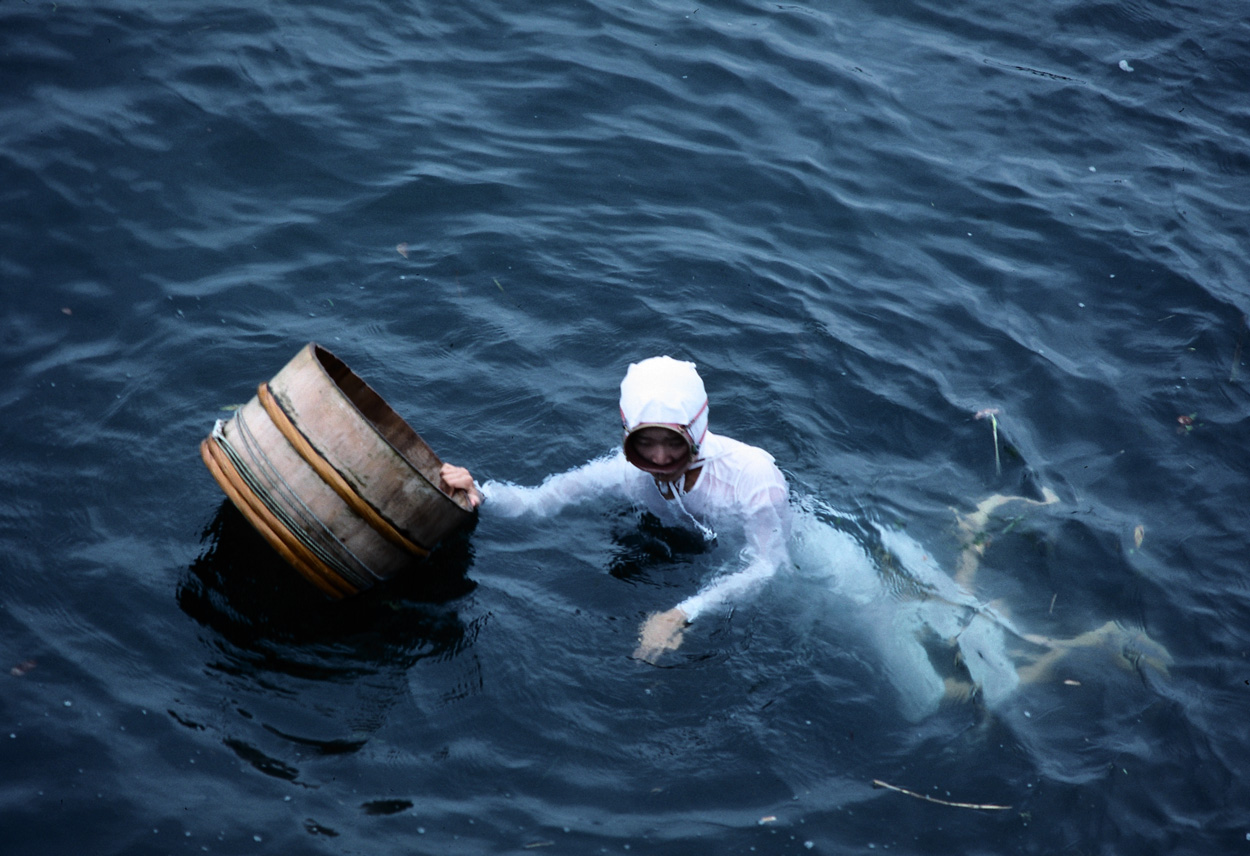
Parelvisser in Japan

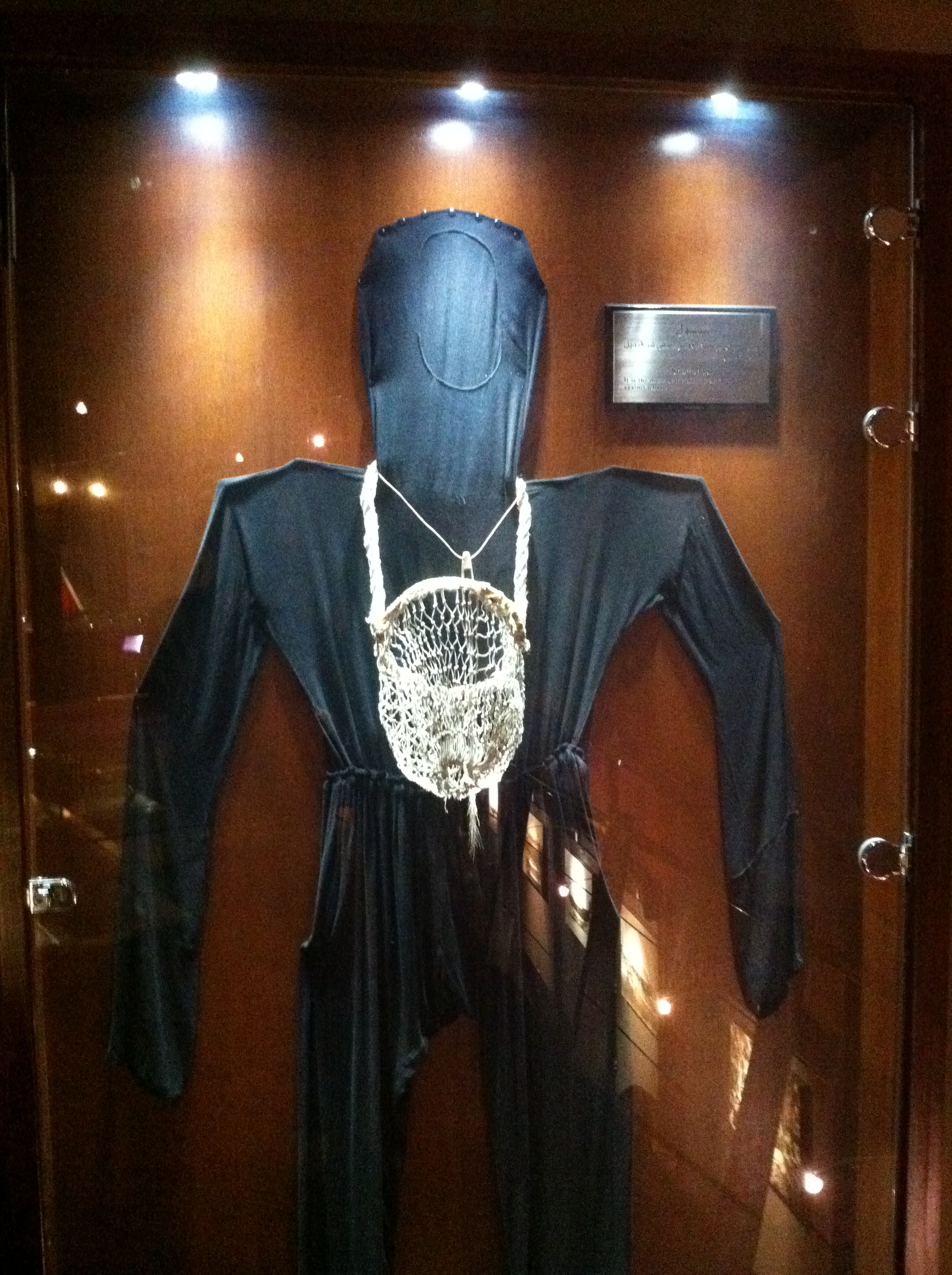
Een duikpak, gebruikt door Koeweiti parelduikers, tentoongesteld in het maritiem museum van Koeweit

Een parelvisser of parelduiker is een persoon die duikt om parels te vinden.

## Traditionele parelvisserij
In de traditionele parelvisserij doken duikers pareloesters en soms ook parelmosselen op. Dit gebeurde vooral in de Indische Oceaan, Japan, Bahrain, de Filipijnen en in Frans-Polynesië. De schelpdieren werden aan land gebracht, geopend en onderzocht op de aanwezigheid van parels. 1000 kg schelpdieren leverde gewoonlijk slechts 3 à 4 parels van goede kwaliteit op.
Hoewel sommige pareloesters op diepten tot 2 meter voorkomen, moeten de duikers meestal grotere diepten opzoeken: tot 12 meter en soms zelfs tot 40 meter diepte. De duikers hadden slechts eenvoudige middelen tot hun beschikking, zoals het invetten van hun lichaam om warmte te sparen, proppen ingevet katoen voor in hun oren en een neusklem van schildpad. De gevaren op grote diepte en de dreiging van caissonziekte bij het bovenkomen, maakten het duiken ongezond en gevaarlijk. Dit, samen met de zeldzaamheid van de parels, maakten deze zeer kostbaar.

## Parelkwekerijen
De Japanse ondernemer Kokichi Mikimoto startte in 1888 een parelkwekerij en wist in 1893 voor het eerst parels te kweken door het implanteren van een stukje bekleding van de schelp in het weefsel van de oester. De parelindustrie is daardoor sterk opgekomen, en Japan bekleedt daar een vooraanstaande positie in. 

## Hedendaagse parelsector
Sinds het ontstaan van de parelkwekerijen wordt het parelduiken vooral nog beoefend als curiositeit, onder meer voor de toeristen. Tegenwoordig is 99% van alle parels die op de markt zijn een gekweekte of cultivé parel.